# سایه مهاجم مقبره
سایه مهاجم مقبره (به انگلیسی: Shadow of the Tomb Raider) یک بازی ویدئویی به سبک اکشن-ماجراجویی است که در سال ۲۰۱۸، توسط شرکت ایدوس-مونترال توسعه یافته و به‌وسیلهٔ شرکت تابعه اروپایی اسکوئر انیکس منتشر شده است. این بازی دنبالهٔ داستان قیام مهاجم مقبره منتشر شده در سال ۲۰۱۵ میلادی را ادامه می‌دهد و دوازدهمین قسمت اصلی از مجموعه بازی‌های مهاجم مقبره به‌شمار می‌رود. این بازی در ابتدا برای پلتفرم‌های مایکروسافت ویندوز، پلی‌استیشن ۴، و ایکس‌باکس وان منتشر شد و در نوامبر ۲۰۱۹ میلادی نسخه‌هایی برای لینوکس، مک‌اواس، و استادیا کار آمد؛ پس از انتشار، بازی بصورت نسخه فصل‌بندی شده و نسخه مستقل با قابلیت دانلود و بارگیری منتشر شد.
داستان آن اندکی پس از رخدادهای قیام مهاجم مقبره آغاز می‌شود و ماجراجویی‌های لارا کرافت را دنبال می‌کند که او در مناطق مختلف قاره آمریکا به شهر افسانه‌ای Paititi می‌رود و با گروه شبه نظامی ترینیتی می‌جنگد و برای جلوگیری از نابودی مایاها که خود او باعث و بانی آن بوده تلاش می‌کند.
ساخت و توسعه آن در سال ۲۰۱۵ و پس از اتمام ساخت قیام مهاجم مقبره آغاز شد و تا ژوئیه ۲۰۱۸ روند توسعه و ساخت آن ادامه داشت. سایه مهاجم مقبره برای پایان دادن به سفر لارا که در سال ۲۰۱۳ آغاز شده بود، ساخته شد؛ درونمایه بنیادی این بخش، ورود به جنگل‌ها و اماکن طبیعی و شخصیت اصلی خود لاراست. صحنه‌ها و داستان بازی بر پایه افسانه مایاها و آزتک‌ها بود و تیم ساخت بازی برای طراحی مردمان پاتیتی با تاریخدانان مشورت می‌کرده‌اند؛ روند بازی بر پایه بازخورد طرفداران و خواسته‌های ایدوس-مونترال طراحی شده بود. کامیلا لودینگتون در این نسخه بازگشت تا کار صداپیشگی و ضبط حرکت را برای لاراکرافت فراهم کند. هزینه ساخت این بازی ۱۱۰ تا ۱۳۵ میلیون دلار برآورد شده است که آن را به یکی از گران‌ترین بازی‌های ساخته شده تبدیل کرده است.
سایه مهاجم مقبره که به عنوان آخرین قسمت از سه‌گانه اصلی لارا کرافت منتشر شد، بازخوردهای مثبتی از سوی منتقدان دریافت کرد، دقت و تمرکز بر روی مقبره‌ها و معماهای آن‌ها، ستایش بسیاری از منتقدان را برانگیخت؛ اگر چه برخی از منتقدان، بازی را بدون نوآوری می‌دانستند. در حالی که فروش آن زیاد نبود، اما در نهایت نه میلیون نسخه آن در سراسر دنیا به فروش رسید.

## گیم پلی
سایه مهاجم مقبره یک بازی اکشن ماجراجویی است که از دید سوم شخص روند بازی دنبال می‌شود. بازیکنان نقش لاراکرافت را ایفا می‌کنند که بایستی مکان‌هایی در سرتاسر قاره آمریکای مرکزی و جنوبی کشف کنند؛ علاوه بر وجود مکان‌های مستقل در بازی یک مکان بزرگ در شهر پاتیتی وجود دارد که باید کشف شود و علاوه بر آن بازیکنان در بازی می‌توانند داد ستد و فروش موارد اکتشافی را انجام بدهند.
تنظیمات زیادی در گیم پلی انجام شده است که در غیر این صورت با قیام مهاجم مقبره تفاوتی نمی‌کرد، ویژگی‌های شنا اصلاح شده‌اند، "لارا می‌تواند به دلیل اضافه شدن کیسه‌های هوا به بازی، نفس خود را برای مدت طولانی‌تری زیر آب نگه دارد"؛ او این توانایی را دارد که با استفاده از تبر و طناب کوهنوردی، از صخره‌ها به پایین و بالا حرکت کند؛ مخفی کاری در بازی بهبود پیدا کرده است "لارا می‌تواند با استتار کردن خود در گل، مخفی شدن در بوته‌ها و پوشش گیاهی متراکم، نبرد بهتری انجام دهد.
مانند نسخه‌های قبلی خود، این بازی به بازیکنان این امکان را می‌دهد که حیوانات وحشی را شکار کنند، با استفاده از منابع جمع‌آوری شده وسایل جدیدی بسازند، معماها را حل کنند و به دنبال مقبره‌های اختیاری و ماموریت‌های جانبی باشند. این بازی دارای مقبره‌های بزرگ‌تر و معماهای پیچیده‌تر در مقایسه با نسخه‌های قبلی است.بازیکنان این انتخاب را دارند که تجربه گیم‌پلی خود را براساس کاوش، معماها و مبارزات و میزان دشواری در انجام آنها انتخاب کنند.هنگامی که سخنان مردمان محلی به پایان می‌رسد، بازیکن می‌تواند دیالوگ لارا را به دلخواه خود برگزیند.

## داستان
دوماه پس از پیدایش مهاجم مقبره، لاراکرافت (کامیلا لودینگتون) و دوستش جونا مایاوا (ارل بایلون) خود را وقف توقف فعالیت‌های گروه شبه نظامی ترینیتی کردند. این دو وارد کزومل در مکزیک برای تعقیب پدرو دومینگوئز (کارلوس لیل) می‌شوند که رئیس شورای عالی ترینیتی است. در محل حفاری ترینیتی، لارا معبدی را کشف می‌کند که حاوی خنجر چاک چل و اشاره به یک شهر پنهان دارد. نقاشی‌های دیواری که دیوارها را تزیین می‌کنند به جعبه نقره‌ای ایکس چل اشاره می‌کنند و دربارهٔ «پاکسازی» هشدار می‌دهند، که آخرالزمان مایاها با یک خورشید گرفتگی دائمی به اوج می‌رسد.
لارا هشدارها را نادیده می‌گیرد و خنجر را می‌گیرد تا از دستیابی ترینیتی به آن جلوگیری کند. دومینگوئز او را می‌گیرد و نشان می‌دهد که با گرفتن خنجر، لارا پاکسازی را آغاز کرده است. او خنجر را می‌گیرد و قصد دارد آن را با جعبه متحد کند تا پاکسازی را متوقف کند و از قدرتی که به او می‌دهد برای بازسازی جهان به شکل خود استفاده کند. لارا و جونا از سونامی فرار می‌کنند که کوزومل را نابود کرده است و آخرالزمان آینده را با این نابودی پیش‌بینی کرده است.
لارا و جونا علیرغم افزایش تنش بین آنها بر سر اقداماتشان، دومینگوئز را در آمازون تعقیب می‌کنند. هواپیمای آنها در جنگل پرو در طول دومین فاجعه - طوفانی عظیم - سقوط می‌کند و هر دو راه خود را به پاتیتی، شهر مخفی که در نقاشی‌های دیواری نشان داده شده است، پیدا می‌کنند. کاوش در مقبره‌های محلی نشان می‌دهد که سوراخ کردن جعبه با خنجر به فرد قدرت خدای کوکولکان را می‌دهد، که باید برای متوقف کردن فرایند پاکسازی استفاده شود. وقتی لارا پسری به نام اتزلی (کامران لوکاس) را نجات می‌دهد، او و جونا توسط مادرش اونوراتو (پاتریشیا ولاسکوئز)، ملکه شهر، به پایتیتی آورده می‌شوند. مشخص شد که دومینگوئز رهبر فرقه ای است که به کوکولکان و برادر شوهر اونوراتو، آمارو اختصاص داده شده است، که ترینیتی از کودکی او را کنترل دارد. اونوراتو، لارا را به سمت جعبه هدایت می‌کند، اما لارا متوجه می‌شود که این جعبه گم شده است. لارا و اونوراتو با این باور که فرقه قبلاً جعبه را دارد تلاش می‌کنند تا آن را بدزدند، اما اونوراتو دستگیر می‌شود. لارا همچنین با هیولاهای انسان نمای عجیب و غریب به نام «یاکسیل»، نگهبانان جعبه و رهبر آنها «آتش خونی» روبرو می‌شود.
لارا می‌آموزد که جعبه قرن‌ها پیش توسط آندرس لوپز، مبلغی که توسط ترینیتی در جریان تسخیر آمریکای جنوبی توسط اسپانیایی‌ها فرستاده شده بود، گرفته شده است. او اونوراتو را نجات می‌دهد و متوجه می‌شود که آمارو به‌طور کامل این مراسم را نمی‌فهمد. این آیین به جای اینکه صرفاً به قدرت کوکولکان نفوذ کند، آن را قربانی می‌کند تا پاکسازی را متوقف کند. اونوراتو توسط فرمانده رورک، دومین فرمانده آمارو هدف گلوله قرار می‌گیرد. قبل از مرگ، اونوراتو از لارا درخواست می‌کند که مراسم را به پایان برساند، اما به او هشدار می‌دهد که اجازه ندهد جعبه بر او تأثیر بگذارد. رورک به لارا و جونا حمله می‌کند که در حین ترک پایتیتی از هم جدا می‌شوند. این دو در یک پالایشگاه نفت دوباره متحد می‌شوند و محل جعبه رمزگشایی می‌کنند.
لارا و جونا یک دخمه مخفی را در زیر مأموریت منتهی به مقبره لوپز و جعبه پیدا می‌کنند. آمارو آنها را رهگیری می‌کند و لارا را مجبور می‌کند که جعبه را تسلیم کند. او اعتراف می‌کند که دستور مرگ پدرش را صادر کرده است تا او را از پیدا کردن پایتیتی و افشای آن به دنیا بازدارد. لارا سعی می‌کند آمارو را متقاعد کند که از این مراسم برای سودمندی جهان استفاده کند. او امتناع می‌کند، زیرا پاکسازی فقط بر روی پایتیتی تأثیر می‌گذارد. او لارا و جونا را ترک می‌کند تا از فاجعه سوم، یک زلزله عظیم که باعث رانش زمین می‌شود، فرار کند.
در پایتیتی، لارا و جونا به اتزلی که به تازگی تاجگذاری کرده‌اند کمک می‌کنند تا به یک مجتمع معبد زیرزمینی حمله کند. آنها قصد دارند مراسم آمارو را مختل کنند و از فاجعه چهارم، یک فوران آتشفشانی اجتناب کنند. لارا مجبور می‌شود به تنهایی ادامه دهد. او با یاکسیل و آتش خونی روبرو می‌شود و آنها را متقاعد می‌کند که به او کمک کنند تا آمارو را متوقف کند. رورک و شورای عالی ترینیتی توسط یاکسیل سلاخی می‌شوند در حالی که لارا به سمت قله معبد می‌رود. آمارو مراسم را آغاز می‌کند و با شروع خورشید گرفتگی، قدرت کوکولکان را جذب می‌کند. پس از یک نبرد طولانی، لارا بر آمارو غلبه می‌کند و به طرز مرگباری او را با چاقو می‌زند. آمارو با پذیرش شکست، قدرت کوکولکان را به هنگام مرگ به لارا منتقل می‌کند. درست به هشدار اونوراتو، او وسوسه می‌شود که از جعبه برای احیای والدینش استفاده کند، اما در عوض به آتش خونی اجازه می‌دهد تا به‌طور نمادین او را خنجر بزند، روح کوکولکان را قربانی کند و پاکسازی را متوقف کند.
پس از آن، اونوراتو آرام می‌گیرد و جونا تصمیم می‌گیرد به تعطیلات برود. لارا در پایتیتی می‌ماند تا به اتزلی کمک کند تا شهر را به شکوه سابق خود بازگرداند. یک صحنه پس از آن ماجرا نشان می‌دهد که لارا در حال برنامه‌ریزی ماجراجویی بعدی خود در کرافت مانور است و تصدیق می‌کند که نقش او حل کردن اسرار جهان نیست، بلکه محافظت از آنها است.

### محتوای قابل دانلود
سایه مهاجم مقبره چندین فصل از محتوای قابل دانلود را منتشر کرد که روایت بازی را گسترش داد. هر یک از این فصل‌ها موازی با خط داستانی اصلی هستند و بر یک مقبره اضافی تمرکز دارند. لارا منبع نفوذ مایاها در پرو را کشف می‌کند و معمای یک کارگر گمشده نفت را حل می‌کند. یک اثرهنری را پیدا می‌کند تا شورش اونوراتو را تقویت کند، اما رازی را پیدا می‌کند که می‌تواند آن را تهدید کند. با بدترین ترس‌های خود در حالی که به دنبال یک سلاح قوی می‌گردد، مقابله می‌کند. از یک تراژدی مطلع می‌شود که تصمیم آمارو برای پیوستن به ترینیتی را شکل داد. به گروه انشعابی از شورشیان که توسط فرقه کوکولکان دستگیر شده‌اند کمک می‌کند. به بررسی، اختلالی در یک معبد محلی می‌پردازد که تبدیل به تله‌ای می‌شود که توسط ترینیتی گذاشته شده است. و از سرنوشت یاکسیل را که از نبرد با ترینیتی جان سالم به در برده بود، می‌آموزد.

## توسعه بازی
توسعه سایه مهاجم مقبره در سال ۲۰۱۵، مدت کوتاهی پس از انتشار بازی قیام مهاجم مقبره آغاز شد. برخلاف نوشته‌های قبلی در سری راه‌اندازی مجدد مهاجم مقبره که عمدتاً توسط کریستال داینامیکس به توسعه اولیه رسید، ایدوس-مونترال وظایف اصلی توسعه سایه مهاجم مقبره را بر عهده گرفت در حالی که کریستال داینامیکس توسعه بیشتری را ارائه کرد. در حالی که استودیو در نقش پشتیبانی در ورودی‌های قبلی در سری مهاجم مقبره ریبوت شده بود، این بار کریستال داینامیکس به نقش پشتیبانی منتقل شد. با توجه به این انتقال، کارکنان هر دو ایدوس-مونترال و کریستال داینامیکس نیاز به تطبیق داشتند، با ایدوس-مونترال تحت «دردهای رو به رشد» در حالی که از یک نقش حمایتی به یک نقش توسعه پیشرو می‌رفتند. ایدوس-مونترال، مشابه کارشان روی سری دئوس اکس و دزد، ابتدا درک عمیقی از عناصر اصلی سری به دست آورد، سپس شروع به ساخت بازی با استفاده از مدخل‌های قبلی و فلسفه‌های طراحی خود کرد.
ایدوس-مونترال هزینه‌های توسعه بازی را بین ۷۵ تا ۱۰۰ میلیون دلار تخمین زد، با بودجه بازاریابی و تبلیغات جداگانه ۳۵ میلیون دلار، که تبدیل به بزرگ‌ترین پروژه استودیو در آن زمان شد. دیوید آنفوسی، رئیس استودیو، به مقیاس این پروژه در بازار بازی‌های مدرن و نیاز به کسب سود اعتراف کرد. با در نظر گرفتن هزینه‌ها، ایدوس-مونترال به دنبال ترکیب عناصر آزمایشی در گزینه‌های چندنفره بود تا با استفاده از روند نوظهور «بازی‌ها، به‌عنوان یک سرویس»، مدت زمان محبوبیت بازی را بیشتر کند تا بازی بتواند مدت‌ها درآمد داشته باشد و جامعه بزرگی را پرورش دهد.